# Точка нулевого момента
Точка нулевого момента — это точка опорной области, относительно которой горизонтальная составляющая момента активных сил, сил инерции и реакций опоры обращается в нуль.
Понятие точки нулевого момента было представлена сообществу специалистов по ходьбе в январе 1968 года Миомиром Вукобратовичем и Давором Юричичем на Третьем Всесоюзном съезде по теоретической и прикладной механике в Москве. Сам термин "точка нулевого момента", был введённый в обиход в работах, появившихся в период с 1970 по 1972 год, широко и успешно используется при проектировании робототехнических систем.
Точка нулевого момента — важное понятие, используемое при планировании движения двуногих роботов. Поскольку у таких во время движения имеются не более чем два контакта с опорной поверхностью в зависимости от типа движения (ходьба, бег или прыжки), то их движение должно быть спланировано с учетом динамической устойчивости всего тела. Трудности решения этой задачи зачастую связаны с тем, что верхняя часть тела робота (корпус) обладает большей массой и инерцией, чем ноги, предназначенные для поддержки и перемещения робота. Эту задачу можно сравнить с задачей стабилизации положения равновесия перевёрнутого маятника.
Траектория движения шагающего робота планируется с использованием уравнения углового момента так, чтобы гарантировать динамическую устойчивость робота, которая зачастую определяется количественно расстоянием от точки нулевого момента до границы заранее определяемой опорной области. 
Робототехника и механика: 
- В задачах балансировки роботов ЦМТ определяет оптимальную точку приложения сил для стабилизации.
- При проектировании космических аппаратов расчёт ЦМТ позволяет минимизировать затраты топлива на ориентацию.
- Квантовая механика:

- Для многочастичных систем ЦМТ соответствует состоянию с минимальными флуктуациями момента.
- Биомеханика:

- В исследованиях движения животных ЦМТ помогает анализировать энергоэффективность локомоции.

Исторический контекст:
Концепция была впервые математически формализована Л.Эйлером в работе "Теория движения твёрдых тел" (1765), хотя практическое применение получила лишь в XX веке с развитием:
- Теории управления (1960-е)
- Компьютерного моделирования (1980-е)
- Нанотехнологий (2000-е)